# 京王デニ2900形電車
京王デニ2900形電車は1953年（昭和28年）10月に1両（デニ2901）が製造され、デニ201に改番された後、1986年（昭和61年）3月まで使用された京王帝都電鉄京王線用の荷物電車である。

## 概要

### 車体
車体長16m、両運転台で、両方の乗務員ドアの隣に太い柱を挟んで幅2,000mmの両開き扉をもち、扉間には窓4枚を配置、マルーンの車体の窓下に白帯が巻かれていた。荷電という用途と重量軽減のため、内張はなく床は網目板となっている。なお連結器は廃車になった木造車デハ2000形（初代）より流用した。

### 主電動機
デハ2000形（初代）よりの流用品である、イングリッシュ・エレクトリック (E.E.) 社が設計したDK-31を東洋電機製造でライセンス生産したTDK-31Nを各台車1基ずつ、吊り掛け式で搭載する。歯数比は64:20=3.20である。

### 制御器
これもデハ2000形（初代）よりの流用品である、ウェスティングハウス・エレクトリック (WH) 社製HL電空単位スイッチ式手動加速制御器を搭載する。制御段数は直列5段、並列4段で弱め界磁は搭載されていない。

### 台車
デハ2111より川崎車輛製台車を流用した。

## 沿革
主に新聞輸送などの荷物電車として使用され、就役直後の1955年（昭和30年）は荷電として1往復、新聞輸送1往復という運用だった。
1957年（昭和32年）4月に事業用車両の形式を旅客車と区別するため、デニ200形201に改番された。
1964年（昭和39年）に京王線の1500V昇圧に伴い、それまでの電装品は600V専用だったため、井の頭線のデハ1560形、デハ1711、デハ1760形などの主電動機、デハ1400形・デハ1700形の制御器を流用して昇圧改造が行われた。この改造で主電動機が東急デハ3450形と同系統の日立製作所HS-267D、主制御器が電動カム軸式間接自動加速（AL）式の日立製作所MMC-H-200Bとなった。台車も主電動機の関係でD-16Aに交換されている。1969年（昭和44年）には京王線のATS運用開始に伴い、関連機器を搭載している。
1972年（昭和47年）7月に小手荷物輸送が廃止された後は、桜上水工場の入換車および深夜のATS試験車、工臨牽引車として使用された。
1982年（昭和57年）1月にデハ2711の改造車であるデワ221が投入された際、同車に合わせてブレーキ方式が自動ブレーキから電磁直通ブレーキ(HSC)に改造され、車体色もグレーとなった。
1986年3月10日付で廃車された。